# Баклунд, Оскар Андреевич
О́скар Андре́евич Ба́клунд (швед. Johan (Jöns) Oskar Backlund, Ю́хан (Йенс) Оскар Баклунд; 28 апреля 1846 — 16 [29] августа 1916) — российский и шведский астроном; ординарный академик по астрономии Императорской Санкт-Петербургской Академии наук (1883), директор Николаевской Главной астрономической обсерватории в Пулково (1895—1916). Тайный советник.

## Биография

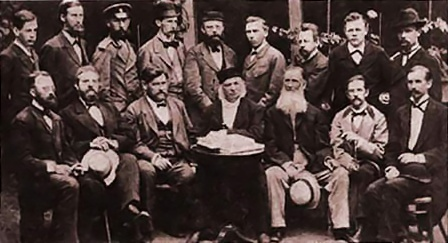
О. Баклунд в Пулково (крайний справа в нижнем ряду), 1886 год

Родился в приходе Ленгхем, графство Эльфсберг, Швеция. Окончил университет в Уппсале (1872).
В 1872—1876 гг. — ассистент Стокгольмской обсерватории, в 1876—1879 гг. — астроном-наблюдатель Дерптской обсерватории, в 1879—1887 гг. — адъюнкт-астроном Пулковской обсерватории, в 1881—1883 гг. — член-корреспондент по разряду математических наук Императорской Санкт-Петербургской Академии наук.
С 1895 года и до конца жизни был директором Николаевской Главной астрономической обсерватории (Пулково). При нём были созданы южные отделения Главной астрономической обсерватории в Одессе (1898), Симеизе и Николаеве (1908—1912). С 1 января 1896 года состоял в чине действительного статского советника. Затем был произведён в тайные советники.
Был награждён орденами: орден Святого Станислава 1-й степени (1898), орден Святой Анны 1-й степени (1902), орден Святого Владимира 2-й степени (1906).
Был также профессором петербургских высших женских Бестужевских курсов; преподавал астрономию с 1890 по 1916 год.
Член Лондонского королевского астрономического общества, член-корреспондент Парижской академии наук, почётный член Русского астрономического общества и ряда других научных обществ.
Умер в Петрограде 16 (29) августа 1916 года, похоронен на Пулковском кладбище.

## Работы
Основные научные работы относятся к небесной механике. Изучал движение короткопериодической кометы Энке. Объяснил систематическое уменьшение периода её обращения вокруг Солнца сопротивлением межпланетной среды, обусловленной периодическими встречами с различными метеорными потоками. За заслуги в исследовании кометы Энке Петербургская АН приняла решение именовать её в своих изданиях кометой Энке — Баклунда. Одним из первых получил удачные оценки масс Меркурия и Венеры. Участвовал в нескольких экспедициях: в экспедиции под руководством академика Ф. Н. Чернышёва для исследования Тиманского кряжа (1889—1890), вместе с князем Б. Б. Голицыным на Новой Земле наблюдал солнечное затмение (1896), в Шпицбергенской проводил измерение длины дуги меридиана на острове Шпицберген (1899—1901).

## Семья
В 1876 году женился на Ульрике Видебек, дети:
- Дочь Эльза (1880—1974), известная художница, портретист и пейзажист, провела свою жизнь в Швеции.
- Сын Олег (1878—1958) — геолог, почётный член Российской АН.
- Сын Яльмар (1877—1960) — полковник Русской императорской армии[7].

## Память
Именем О. А. Баклунда назван один из лунных кратеров и малая планета (856) Баклунда, открытая С. И. Белявским 3 апреля 1916 года в Симеизской обсерватории.
В честь О. А. Баклунда названы:
- бухта Баклунда (Карское море, Таймырский залив, название присвоено в 1940 году)[8];
- гора Баклунда (Баренцево море, архипелаг Шпицберген, 78°40′ с.ш., 18° в.д., название присвоено участниками русской градусной экспедиции 1899—1901 гг. в честь О. А. Баклунда как директора Пулковской обсерватории)[8];
- гора Баклунда (Баренцево море, Новая Земля, залив Борзова, гора нанесена на карту в 1913 году Г. Я. Седовым, им же было присвоено название)[8];
- мыс Баклунда (Карское море, Таймырский залив, название присвоено в 1940 году)[8];
- острова Баклунда (Карское море, Таймырский залив, открыты и нанесены на карту в 1901 году участниками Русской полярной экспедиции, название присвоено Э. В Толлем)[8];
- острова Баклунда (Карское море, Берег Харитона Лаптева, к востоку от бухты Эклипс, название присвоено в 1901 году участниками Русской полярной экспедиции)[8];
- полуостров Баклунда (Карское море, Таймырский залив, название присвоено в 1940 году)[8].